# 棉花树
棉花树（英語：Cotton Tree），是曾经位于西非国家塞拉利昂首都弗里敦的一棵吉貝木棉，樹齡逾數百年，曾长期为弗里敦乃至塞拉利昂的地标之一，直到2023年5月24日被暴风雨吹倒。

## 历史概况
棉花树的具体种植日期已经无从查证，据当地的民间说法，在13世纪曼迪人来到当地时，就有了此树木；也有说法称其由从加勒比海来到当地定居的前黑奴种植于1787年；但可确认的是它在弗里敦城市建立之前的1787年就已存在，并为奴隶贸易的据点。1792年3月，一群从美国来到当地定居的前黑奴聚集在这棵棉花树下祈祷，感谢上帝赐予他们自由，并将登陆的地方命名为弗里敦，这些定居者也成为了当地塞拉利昂克里奥尔人的先祖。在19世纪，当地民众也时常在棉花树下庆祝节日、唱歌跳舞；学生们则经常在树下集会、演讲、讨论学术。该树木也是早期当地泰姆奈人的重要地标，他们登上棉花树，并将从树顶可俯瞰到的土地皆划为自己的领地。
1961年，塞拉利昂独立伊始，英国女王伊丽莎白二世在当年年末出访了该国，期间，她也曾驻足于棉花树下；其后，该树木的图案也被印于塞拉利昂发行的法定货币利昂及邮票上。其地标性也为一些文学作品所提及，塞拉利昂诗人奥马尔·法鲁克·塞西（英語：Oumar Farouk Sesay）甚至将棉花树与法国的埃菲尔铁塔、英国的大本钟及美国的自由女神像相提并论。
棉花树在多年间經歷過惡劣氣候的摧殘，亦曾被閃電擊中，仍然屹立不搖；但在2023年5月24日晚間，棉花树被一场暴风雨吹倒，拦腰断裂；翌日，上百名当地市民聚集在树木倒塌的地点哀悼；塞拉利昂总统朱利葉斯·馬達·比奧也对此表达遗憾之情，并称棉花树在几个世纪以来，长期为该国“引以自豪的标志”及“日益茁壮、庇护不少人的象征”，还希望采取措施保护这棵棉花树的历史记忆。

## 位置

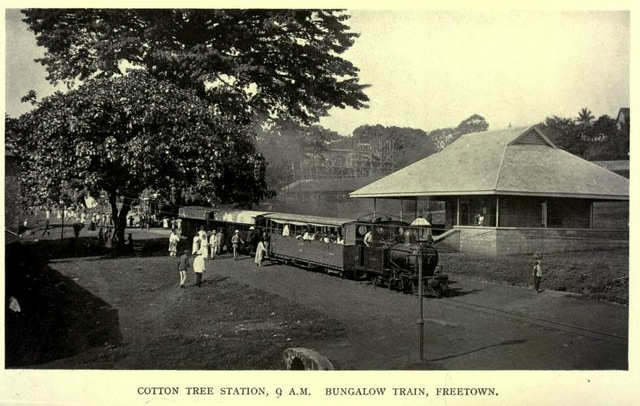
1915年，行经弗里敦棉花树火車站的蒸汽机车

棉花树旧址位在塞拉利昂弗里敦市区的一条道路中央的圓環内，高达70公尺、宽约15公尺；东南隅邻近该国的政治中心塔山，包括塞拉利昂总统府、国会大厦、国家选举委员会、外交部等一系列国家机关皆位于当地；东接该国最高法院；西界国家博物馆；北近大西洋。20世纪初的塞拉利昂铁道也曾在树下建立火车站。典籍《博物馆研究遗产的方法》（A Museum Studies Approach to Heritage）中还写道：
“……（棉花树）就像一个巨人，在市中心守望和“保护”着首都，一如它200年以来一样。它多节多刺、粗壮的树干和巨大遮荫的树枝也使它看起来像一个哨兵，它站在弗里敦最古老的地区的中心，被教堂、司法及行政机构的建筑包围，但它仍鹤立鸡群。”
体现了棉花树在当地的地标性。